# 우루과이의 정당
우루과이의 정당은 다당제를 채택하고 있으며, 주로 연립 정부를 통해 정부를 구성한다.

## 주요 정당
- 광역전선 - 민주사회주의 선거연합 
  - 우루과이 입법당 - 사회민주주의 정당
  - 우루과이 사회당 - 사회민주주의 정당
  - 우루과이 공산당
  - 현재 78
  - 신우주 - 사회민주주의 정당
  - 베르티넨테 아르티구스타 - 사회민주주의 정당
  - 인민참여운동 - 사회주의 정당
  - 기독교민주당 - 기독교 민주주의 정당
  - 공동체당
  - 광역전선통합당 - 사회주의 정당
  - 진보연합 - 사회민주주의 정당
  - 진보승리당 - 사회주의 정당
- 국민당 - 국민보수주의, 사회보수주의 정당
  - 국민연합 - 기독교 우파, 보수주의 정당
  - 헤리즘
- 적색당 - 자유주의 정당
  - 바모스 우루과이
  - 프로바
- 독립당 - 사회민주주의 정당
- 민속당 - 중도주의 정당
- 인민연합 - 반제국주의 선거연합
  - 3월 26일 운동 - 마르크스-레닌주의 공산당
  - 우루과이 혁명공산당 - 마르크스-레닌-마오주의 정당
  - 우루과이 인본당 - 인본주의 정당
  - 좌익현재당 - 반제국주의 정당

## 기타 정당
- 생태변화비협조당 - 자유주의 정당
- 생태운동 녹색당
- 자유당 - 자유주의 정당
- 시민 연단 - 기독교 민주주의, 보수주의 정당
- 비협조당
- 파르토 델 솔
- 반제국주의 통일위원회 - 마르크스-레닌주의 선거연합
  - 동방혁명운동 - 마르크스-레닌주의 공산당
  - 아르티가스 혁명운동 - 마르크스-레닌주의 공산당
- 해적당